# أنيكا فان إمدين
أنيكا فان إمدين (بالهولندية: Anicka van Emden) (مواليد 10 كانون الأول1986) هي لاعبة جودو هولندية، فازت بالميدالية البرونزية في الألعاب الأولمبية الصيفية 2016 في ريو دي جانيرو. كما فازت بميداليات برونزية في كلٍ من بطولة العالم للجودو 2011 وبطولة العالم للجودو 2013

## روابط خارجية
- أنيكا فان إمدين على موقع الفيدرالية الدولية للجودو (الإنجليزية)
- أنيكا فان إمدين على موقع JudoInside.com (الإنجليزية)
- أنيكا فان إمدين على موقع AllJudo.net (الفرنسية)
- أنيكا فان إمدين على موقع اللجنة الأولمبية الدولية (الإنجليزية)
- أنيكا فان إمدين على موقع أوليمبيديا (الإنجليزية)
- أنيكا فان إمدين على موقع تيم أن.أل (الهولندية)